# South China AA
Die South China AA (SCAA) ist ein Fußballclub aus Hongkong. SCAA spielt aktuell in der höchsten Liga des Landes, der Hong Kong First Division League. Die Heimspiele trägt die Mannschaft im Hong-Kong-Stadion aus. SCAA ist der nationale Rekordhalter in Meisterschaften und nationalen Pokalwettbewerben. SCAA wurde alleine 41-mal Meister, zuletzt 2012/13.

## Vereinsgeschichte

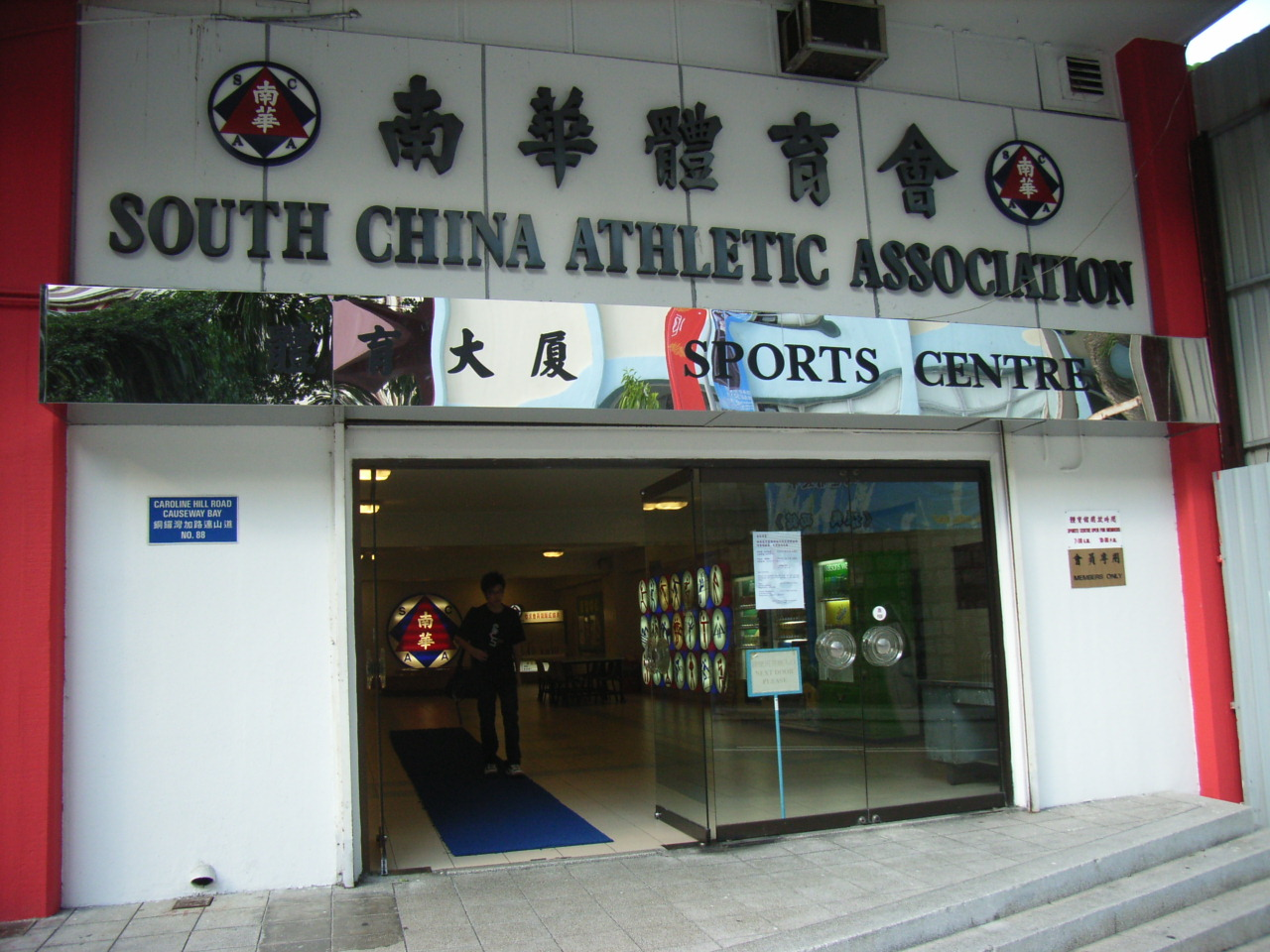
Verwaltungsgebäude der SCAA in Hongkong

1904 wurde von Studenten das Chinese Football Team gegründet. Sechs Jahre später, 1910, benannte man sich in South China Football Club um. Zu Beginn der 20er Jahre wurde dann der jetzige Name South China AA angenommen. Bereits früh begann man das Sammeln von Titeln. Der erste war die Meisterschaft 1923/24. Bis zu Beginn der 80er Jahre war es ausschließlich einheimischen Spielern erlaubt, für die Verbandsmannschaft zu spielen. Nachdem aber der Profifußball in Hongkong eingeführt wurde und viele andere Vereine ausländische Spieler beschäftigten, legte man diese verbandsinterne Regel ab. Am 2. November 1981 wurde per Votum die 60 Jahre alte Regel abgelegt. In derselben Saison 1981/82 schaffte es die Mannschaft, dem Abstieg knapp zu entrinnen. Nach einem wichtigen Spiel gegen den späteren Absteiger Caroline Hill kam es zu heftigen Ausschreitungen außerhalb des Stadions. Diese Ausschreitungen gelten als die zweitheftigsten in der Geschichte Hongkongs.
Am Ende der Saison 2005/06 stand South China erneut auf einem Abstiegsplatz. Nur das Aufstocken der Liga auf zehn Vereine verhinderte den Abstieg. Danach schlug die Mannschaft zurück und konnte zweimal in Folge Meister werden.
Den größten kontinentalen Erfolg erzielte man 1993/94, als man es bis in das Finale des Pokalsiegerwettbewerbs der AFC schaffte. Dort unterlag man al-Qadisiya al-Chubar aus Saudi-Arabien im Finale mit 6:2.

## Vereinserfolge

### National
Meisterschaften
- Hong Kong First Division League
- Meister (41) 1923/24, 1930/31, 1932/33, 1934/35, 1935/36, 1937/38, 1938/39, 1939/40, 1940/41, 1948/49, 1950/51, 1950/51, 1951/52, 1952/53, 1954/55, 1956/57, 1957/58, 1958/59, 1959/60, 1960/61, 1961/62, 1965/66, 1967/68, 1968/69, 1971/72, 1973/74, 1975/76, 1976/77, 1977/78, 1985/86, 1986/87, 1987/88, 1989/90, 1990/91, 1991/92, 1996/97, 1999/2000, 2006/07, 2007/08, 2008/09, 2009/10, 2012/13

- Vizemeister (16): 1928/29, 1946/47, 1953/54, 1955/56, 1964/65, 1966/67, 1972/73, 1980/81, 1984/85, 1988/89, 1992/93, 1994/95, 1995/96, 1997/98, 1998/99, 2010/11

- Hong Kong Zweitliga (5): 1917/18, 1925/26, 1933/34, 1951/52, 1952/53[1]

Landespokale
- Hong Kong Senior Challenge Shield (31)

Pokalsieger: 1928/29, 1930/31, 1932/33, 1934/35, 1935/36, 1936/37, 1937/38, 1938/39, 1940/41, 1948/49, 1954/55, 1956/57, 1957/58, 1958/59, 1960/61, 1961/62,1964/65, 1971/72, 1985/86, 1987/88, 1988/89, 1990/91, 1995/96, 1996/97, 1998/99, 1999/2000, 2001/02, 2002/03, 2006/07, 2009/10, 2013/14
Finalist: 1918/19, 1933/34, 1937/38, 1939/40, 1946/47, 1950/51, 1952/53, 1962/63, 1970/71, 1973/74, 1976/77, 1978/79, 1989/90, 1992/93, 2010/11, 2011/12
- Hong Kong FA Cup

Pokalsieger (10):  1984/85, 1986/87, 1987/88, 1989/90, 1990/91, 1995/96, 1998/99, 2001/02, 2006/07, 2010/11
Pokalfinalist (5): 1975/76, 1985/86, 1997/98, 2000/01, 2016/17
- Hong Kong Ligapokal

Pokalsieger (3): 2001/02, 2007/08, 2010/11
- Viceroy Cup

Pokalsieger (8): 1971/72, 1979/80, 1986/87, 1987/88, 1990/91, 1992/93, 1993/94, 1997/98
Pokalfinalist (7): 1973/74, 1974/75, 1984/85, 1985/86, 1989/90, 1991/92, 1995/96
- Hong Kong Community Chield (0)

Finalist: 2009
- Sapling Cup

Finalist: 2015/16
Kontinental
- Asienpokal der Pokalsieger Finalist 1993/94

| Al-Qadisiyah |4:2 / 2:0 | South China AA
|-

## Trainer
- Ján Kocian (2011–2012)